# Wilfred Josephs
Wilfred Josephs (Gosforth, 24 juillet 1927 – Londres, 17 novembre 1997) est un compositeur britannique.

## Biographie
Wilfred Josephs naît à Gosforth, Newcastle upon Tyne une ville du Nord-Est de l'Angleterre. Il est le cadet de quatre fils d'une famille de parents d'origine juive, de la ville de South Shields et de Russie. Il effectue ses premières études musicales à Newcastle avec Arthur Milner et montre  dès le début des résultats prometteurs, mais ses parents le persuadent de choisir une carrière « raisonnable ». Il devient donc dentiste,  avec un Baccalauréat en chirurgie dentaire de l'Université de Durham obtenu en 1951 et orthodontiste à l'armée. Il poursuit son étude de la musique à la Guildhall School de Londres en 1954 où il travaille avec Alfred Nieman. Puis à Paris avec Max Deutsch en 1958 et 1959.
En 1963, il compose son Requiem, une mise en musique de la prière du Kaddish hébreu, écrit à la mémoire des Juifs tués pendant la Shoah. L'œuvre remporte le premier prix de composition de Milan et La Scala – alors le plus grand prix musical dans le monde – après quoi il renonce à la médecine dentaire et devient un compositeur à temps complet. Le Requiem a été interprété successivement par Nino Sanzogno à Milan, Maurice Handford pour la BBC, Max Rudolf à Cincinnati et Giulini à Chicago. Un enregistrement a été réalisé par David Measham pour Unicorn-Kanchana.
Josephs reçoit en 1978, un doctorat honorifique en musique de l'Université de Newcastle. En octobre 1996, un concert de ses œuvres a été donné à l'Université de Newcastle, en sa présence. Il est mort à Londres en 1997, laissant une femme, Valérie et ses deux filles, Claudia et Philippa. L'Association Wilfred Josephs continue de faire la promotion de ses œuvres, dont le président est le chef d'orchestre, Charles Mackerras.

## Œuvres
Wilfred Josephs était un compositeur prolifique : ses œuvres classiques comprennent 12 symphonies, 22 concertos, des ouvertures, de la musique de chambre dont quatre quatuors à cordes, des opéras, des ballets, des œuvres vocales – commandité dans la quasi-totalité de ce qui a été écrit. Une exception a été Requiescant pro defunctis, un quatuor à cordes composé par Josephs en réponse personnelle aux actualités des séquences d'Auschwitz montré à l'époque du procès d'Adolf Eichmann. Ce quatuor à cordes est devenue la base de la Requiem Kaddish.
Josephs est mieux connu pour avoir composé la musique pour des séries de la télévision : La Grande Guerre (1964), Théâtre 625 (1965), Parler à un Étranger (1966), les Tisserands Vert (1966), W. Somerset Maugham (1969), Cidre avec Rosie (1971), Moi Claude empereur (1976), Disraeli (1978), Les Fantômes de Motley Hall (1976), Ennemi à la Porte (1978), Le Voyage de Charles Darwin (1978), Orgueil et Préjugés (1980), La Brève (1984) et Le Retour de l'Antilope (1986), ainsi que des musiques de scène pour Le Prisonnier (1967). Ses musiques de film incluent Cash on Demand (1961), Fanatic (1965), Le Mortel Abeilles (1966), le Témoin Hostile (1968), de Mon Côté de la Montagne (1969), le Cri de la Banshee (1970), Le Manoir des fantasmes (1973), Callan (1974), les Hirondelles et Amazones (1974), Toutes les Créatures, Grandes et Petites (1975), L'inquiétante Étrangeté (1977), Martin (1985) et Mata Hari (1985).
Ses autres œuvres notables comprennent un opéra Rebecca (1983), adapté du roman de Daphné du Maurier, un ballet Cyrano (1991) et le Aelian Danses, basé sur des chansons folkloriques de Newcastle (le titre est une référence au nom Newcastle de la Rome antique) et une musique de la pièce de théâtre à la mémoire de son neveu, A Child of the Universe, op. 80, et un opéra pour enfants, Alice au pays des merveilles, op 144 (1985-1988).

### Enregistrements
- Requiem, Robert Dawe, baryton ; Daphné Harris, soprano (2e mouvement - Yitgadal) ; Quatuor Adélaïde et Pamela de Almeida, 2e violoncelle ; Chœur Adélaïde ; Adelaide Symphony Orchestra, David Measham (LP Unicorn-Kanchana DKP 9032 / 2 CD Lyrita SRCD.2352)[6].